# All Over the World (utwór muzyczny Electric Light Orchestra)
All Over the World – piosenka z 1980 roku nagrana przez brytyjski zespół Electric Light Orchestra (ELO). Napisany przez Jeffa Lynne’a utwór pojawił się w filmowym musicalu Xanadu (1980) oraz na ścieżce dźwiękowej Xanadu (1980).
„All Over the World” zostało wydane jako kolejny singiel Electric Light Orchestra po „Xanadu” (utworze nagranym z australijsko-brytyjską piosenkarką i aktorką Olivią Newton-John). Był to trzeci singiel grupy ELO pochodzący ze ścieżki dźwiękowej Xanadu, który znalazł się w Top 20 amerykańskiej głównej listy przebojów; singiel dotarł do 13. pozycji w zestawieniu „Billboardu” Hot 100.

## Piosenka
W filmie Xanadu, gdy w tłem muzycznym jest utwór „All Over the World” w wykonaniu ELO, Olivia Newton-John i Michael Beck oraz Gene Kelly tańczą na terenie odzieżowego sklepu Fiorucci, który był zlokalizowany w Beverly Hills (Kalifornia).
W tekście piosenki autor zamieścił nazwy kilku światowych aglomeracji miejskich, m.in. Tokio, Londynu, Paryża, Los Angeles, Rio de Janeiro i Nowego Jorku, a także Shard End, dzielnicy Birmingham w Anglii, w której urodził się i spędził dzieciństwo Jeff Lynne.
Kilka tygodni przed śmiercią John Lennon powiedział o „All Over the World”: „Podoba mi się jak ELO śpiewa «All Over the World». Mogę to przeanalizować i skonfrontować z każdym krytykiem w branży”.
Utwór „All Over the World” został umieszczony na ścieżce dźwiękowej do amerykańsko-brytyjskiego filmu science fiction Paul (2011).

## Personel
Źródło: 
- Jeff Lynne – wokal prowadzący, wokal wspierający, gitara elektryczna, gitara akustyczna, syntezator
- Bev Bevan – perkusja, kotły
- Richard Tandy – fortepian, syntezator, keyboard
- Kelly Groucutt – gitara basowa, wokal wspierający

## Listy przebojów
| Kraj   | Lista                          | Pozycja | Źr.    |
| ------ | ------------------------------ | ------- | ------ |
| AU     | Top 100 Singles                | 78      | [ 7 ]  |
| BE-VLG | Ultratop 50 Singles (Flandria) | 25      | [ 8 ]  |
| NL     | Single Top 100                 | 10      | [ 9 ]  |
| IE     | Top 100 Singles                | 12      | [ 10 ] |
| CA     | „RPM” Top Singles              | 16      | [ 11 ] |
| DE     | Single Top 100                 | 27      | [ 12 ] |
| GB     | Official Singles Chart Top 100 | 11      | [ 13 ] |
| US     | Hot 100                        | 13      | [ 1 ]  |

| Kraj | Lista      | Pozycja | Źr.    |
| ---- | ---------- | ------- | ------ |
| US   | „Cash Box” | 100     | [ 14 ] |